# Lijst van Belgische adelsverheffingen 1958
Personen die in 1958 in de Belgische adel werden opgenomen of een adellijke titel verwierven.

## Prins
- Ladislas de Lobkowicz (1925-1985), inlijving in de Belgische erfelijke adel, met de titel prins, overdraagbaar op alle afstammelingen die de naam dragen.

## Graaf
- Baron Raymond de Selys Longchamps (1880-1966), de titel graaf, overdraagbaar bij eerstgeboorte.

## Gravin
- Jonkvrouw Yvonne de Pelichy (1890-1980), burgemeester van Zevergem, weduwe van jonkheer Raoul de Hemptinne (1884 - Flossenburg, 1945), de persoonlijke titel gravin, te voeren voor de naam van haar man.

## Burggraaf
- Ridder Geoffroy de Ghellinck d'Elseghem Vaernewyck (1932- ), de titel burggraaf, bij overdraagbaarheid van de titel van Charles de Ghellinck d'Elseghem Vaernewyck, overdraagbaar bij eerstgeboorte.

## Baron
- Louis Fredericq (1892-1981), kabinetschef van de koning, hoogleraar, erfelijke adel en de titel baron, overdraagbaar bij eerstgeboorte.

## Ridder
- Albert Biebuyck (1879-1966), directeur-generaal ministerie van Binnenlandse Zaken, erfelijke adel en titel van ridder.

## Jonkheer
- Eugène Biebuyck (1889-1966), erfelijke adel.
- Jacques Eeman (1892-1982), voorzitter van het gemengd tribunaal in Caïro, erfelijke adel.
- Harold Eeman (1893-1991), ambassadeur, erfelijke adel.
- Pierre Eeman (1896-1964), erfelijke adel.
- Fernand Eeman (1898-1985), hoogleraar Gent, erfelijke adel.
- Etienne Eeman (1900-1984), magistraat, erfelijke adel.
- Christian Eeman (1903- ), erfelijke adel.
- Roland Ensch (1909-1968), notaris, erfelijke adel.
- Werner Harou (1880-1959), erfelijke adel.
- Thierry de Hennin de Boussu Walcourt (1920- ), inlijving in de Belgische erfelijke adel.
- Baron Raoul de Hennin de Boussu Walcourt (1879-1965), omzetting adelsverheffing in inlijving in de adelstand.
- Etienne de Hennin de Boussu Walcourt (1921- ), inlijving in de Belgische erfelijke adel.
- Yves de Hennin de Boussu Walcourt (1924- ), inlijving in de Belgische erfelijke adel.
- Henri Janne d'Othée (1884-1966), hoogleraar Luik, erfelijke adel.
- Jacques Nève de Mévergnies (1889-1979), erfelijke adel.
- Armand Roelants du Vivier (1889-1974), persoonlijke adel.
- Baudouin Roelants du Vivier (1917-2011 ), erfelijke adel.
- Pierre-Marie Roelants du Vivier (1919- ), erfelijke adel.
- Jacques-Marie Roelants du Vivier (1926- ), erfelijke adel.

## Jonkvrouw
- Bernadette Roelants du Vivier (1923-1987), persoonlijke adel.